# Takeshi's Castle
Takeshi's Castle és el títol en anglès d'un programa de televisió japonès (títol original: 風雲!たけし城 Fūun! Takeshi Jō, que es pot traduir literalment per Operació Castell d'en Takeshi). Es tracta d'un programa d'humor emès originalment a Tokyo Broadcasting System (TBS) entre 1986 i 1989. Se'n van fer 100 capítols. El presentador, que també dona nom al programa, és el director de cinema Takeshi Kitano. El programa consistia en una sèrie de proves de destresa en què els concursants havien de superar diversos obstacles, com ara laberints o lluites de sumo. L'objectiu dels concursants, liderats pel general Hayato Tani, era arribar al castell d'en Takeshi, defensat per unes tropes una mica especials. El guanyador s'enduia un milió de iens.
El 21 d'abril de 2023 es va estrenar al Japó un rellançament del programa i es va estrenar a tot el món seqüencialment al llarg d'aquell any a Amazon Prime Video. L'actor germanojaponès Subaru Kimura es va unir a Tani com a colíder dels concursants. La versió espanyola es va subtitular al català amb el nom d'El castell de Takeshi.

## Argument
A l'argument del programa Takeshi Kitano fa de senyor del castell d'un feu, disposant d'un exèrcit al seu servei. Per altra banda, Hayato Tani fa de cap de les tropes rebels (interpretades pels concursants anònims) les quals han de passar un gran i variat nombre de proves per poder arribar al castell i deposar el daimyo Kitano i el seu despòtic govern.

## Personatges

### Principals
| Actor                 | Personatge          | Treball en la sèrie                              |
| --------------------- | ------------------- | ------------------------------------------------ |
| Takeshi Kitano        | Beat Takeshi        | Castlà, Capità dels exèrcits de Takeshi.         |
| Rusher Itamae         | El Ninot de Takeshi | Castlà                                           |
| Saburō Ishikura       | Conseller Mitayu    | 1r Karō                                          |
| Hideo Higashikokubaru | Mitayu Jr.          | Soldat de l'exèrcit de Takeshi, 2n Karō          |
| Hayato Tani           | Hayato Tani         | Cap de l'exèrcit rebel, Castlà.                  |
| Shingo Yanagisawa     | Shingo Yanagisawa   | Reporter de guerra, Karō del castell de Tani.    |
| Junji Inagawa         | Junji Inagawa       | Reporter de guerra, Cortesà del castell de Tani. |

### Secundaris

#### Tropes regulars
| Actor              | Personatge            | Treball en la sèrie                     |
| ------------------ | --------------------- | --------------------------------------- |
| Utaemon Ōmori      | Utaemon Ōmori         | Membre de l'exèrcit de Takeshi.         |
| Guadalcanal Taka   | Guadalcanal Taka      | Membre de l'exèrcit de Takeshi.         |
| Edamame Tsumami    | Edamame Tsumami       | Membre de l'exèrcit de Takeshi.         |
| Dankan             | Dankan                | Membre de l'exèrcit de Takeshi.         |
| Rakyo Ide          | Rakyo Ide             | Membre de l'exèrcit de Takeshi.         |
| Bannai Matsuo      | Bannai Matsuo         | Membre de l'exèrcit de Takeshi.         |
| Yūrei Yanagi       | Yūrei Yanagi          | Membre de l'exèrcit de Takeshi.         |
| Rusher Itamae      | Rusher Itamae         | Membre de l'exèrcit de Takeshi.         |
| Great Gidayū       | Great Gidayū          | Membre de l'exèrcit de Takeshi.         |
| Furu Furuta        | Furu Furuta           | Membre de l'exèrcit (sèpia) de Takeshi. |
| Shintarō Mizushima | Obotsuchiyama         | Membre de l'exèrcit (sèpia) de Takeshi. |
| Hayato Ōmichi      | Kidcolor Ōmichi       | Membre de l'exèrcit (sèpia) de Takeshi. |
| Takeshi Nagashima  | Third Nagashima       | Membre de l'exèrcit (sèpia) de Takeshi. |
| ?                  | Dare nanda Yoshitake? | Membre de l'exèrcit (sèpia) de Takeshi. |
| Ōsaka Hyaku man en | Ōsaka Hyaku man en    | Membre de l'exèrcit (sèpia) de Takeshi. |

#### Enemics a les proves
| Actor             | Personatge         | Treball en la sèrie                        |
| ----------------- | ------------------ | ------------------------------------------ |
| Strong Kobayashi  | Strong Kongō       | Enemic a la prova "Akuma no Yakata"        |
| Kibaji Tankobo    | Kibaji Tankobo     | Enemic a la prova "Akuma no Yakata"        |
| Ōfuji             | Ōfuji              |                                            |
| Umanosuke Ueda    | Umanosuke Ueda     |                                            |
| Brad Lesley       | Animal Lesley      | Enemic i presentador a diverses proves     |
| Masanori Okada    | Masanori Okada     |                                            |
| Michiru Jō        | Michiru Jō         | Enemic i presentador a diverses proves     |
| Yōshichi Shimada  | Yōshichi Shimada   | Enemic a diverses proves                   |
| Katsuo Tokashiki  | Katsuo Tokashiki   | Capità de l'exèrcit de Takeshi i enemic    |
| Makoto Dainenji   | Makoto Dainenji    |                                            |
| Shin Suganuma     | Shin Suganuma      | Lluitador de sumo roig a "Sumō de pon"     |
| Duet Pop Corn     | Pop Corn           | Enemics a diverses proves                  |
| Shinoburyū        | Shinoburyū         | Lluitador de sumo morat a "Sumō de pon"    |
| Bondo Ōki         | Bondo Ōki          | Presentador de la prova "Machikado Terebi" |
| Kōji Sekiyama     | Kōji Sekiyama      | Cap yakuza a "Machikado Terebi"            |
| Takayuki Yokomizo | Takayuki Yokomizo  | Ajudant yakuza a "Machikado Terebi"        |
| ?                 | Ninot amb armadura | Home disfressat de samurai a "             |

## Proves
- Kokkyō no kabe (国境の壁)

Traduït com a "Mur fronterer" la prova consistia en un mur de 2 metres per on els concursants havien de passar en un temps limitat. Primer havien de pujar el mur i després baixar per un tobogan a l'altre costat.
- Kokkyō no saka (国境の坂)

Traduible com el "pendent fronterer". La prova era quasi idèntica a l'anterior excepte per la diferència de que hi havia pendent pels dos costats amb unes cordes d'ajut per pujar que tot i això feien la prova quasi impracticable en temps de pluja.
- Kokkyō no sekisho (国境の関所)

Traduible com a "Punt de control fronterer". Bàsicament consisteix en una renovació de Kokkyō no kabe però amb la dificultat de que al llarg del mur hi havien pilars que dificultaven el pas. Als programes especials amb xiquets i estudiants hi havien cordes al mur com a ajut.
- Kokkyō no Perfection (国境のパーフェクション)

Traduible com a "La frontera perfecta". Pràcticament idèntica a les demes proves de murs però en aquesta, després de superar el mur els concursants havien de passar una altra prova en un temps limit, com agafar coques amb la boca, buscar una boleta entre un calaix gegant de farina o encaixar peces geomètriques distribuïdes per tot el set de rodatge de la prova.
- Dai Ichi Toride (第一砦)

Traduible com "El primer fort". En aquesta prova els concursants, equipats amb una diana de paper al casc i una pistola de tinta, havien d'atacar tots alhora a l'exèrcit de Takeshi, també armat amb tinta. Si la diana de paper d'un concursant o d'un soldat es trencava per la tinta, aquest era automàticament descalificat.
- Ryūjin Ike (竜神池)

Ryūjin Ike (Estany del Déu Drac)

Traduïble com l'"estany del Déu Drac". En aquesta prova els concursants havien de passar sobre les pedres d'un estany per travessar-ho. D'aquestes pedres, unes eren fixes i altres s'afonaven. Durant els primers capítols, els concursants a més havien de passar una altra prova, el "mur a la llibertat".
- Akuma no Yakata (悪魔の館)

Traduïble com "la casa del dimoni". Aquesta prova consistia en una mena de laberint de cambres per on havien de passar els concursants. Dins, hi havien dos "dimonis" (Interpretats per Strong Kobayashi i Kibaji Tankobo) que si agafàven als concursants els descalificaven possant-los betum a la cara. Si els concursant s'equivocaven de porta, també podien caure als estanys que envoltaven el laberint.
- Dai Ni Toride (第二砦)

Traduïble com "El Segon Fort". En aquesta prova, els concursants armats amb una pistola de tinta i la diana de paper al cap havien de travessar un turó enfangat per a arribar al fort que hi havia a la cimera mentre s'enfronten a l'exèrcit de Takeshi (moltes vegades disfressats d'armes com tancs, missils, avions, etc.), també armat.
- Jiburataru Kaikyō (ジブラルタル海峡)

Gibraltar Kaikyō (L'Estret de Gibraltar)

Traduïble com l'"estret de Gibraltar". En aquesta prova el concursant havia de travessar un pont penjant sobre un gran fossar. Per a fer-ho, havia d'agafar una bola daurada llançada amb un canó pel general Tani mentre mantenia l'equilibri. No obstant això, alhora els soldats de Takeshi disparaven amb un canó al concursant.
- Hitokui Ana (人喰い穴)

Hitokui Ana (Forat Menja-humans)

Traduïble com "el forat menja-humans". Aquesta era l'última prova abans d'arribar al castell de Takeshi. En ella, hi havien cinc forats, dos dels quals estaven ocupats per soldats de Takeshi. Si el concursant acababa en un d'aquests forats, era automàticament descalificat.